# Iguerande
Iguerande település Franciaországban, Saône-et-Loire megyében. Lakosainak száma 1001 fő (2022. január 1.). Iguerande Mailly, Briennon, Saint-Pierre-la-Noaille, Fleury-la-Montagne, Melay és Saint-Martin-du-Lac községekkel határos.

## Népesség
A település népességének változása:
| Lakosok száma | 1005 | 1003 | 1021 | 996  | 993  | 986  | 990  | 996  | 1001 |
|               | 2013 | 2015 | 2016 | 2017 | 2018 | 2019 | 2020 | 2021 | 2022 |